# Iraq International
Die Iraq International sind die offenen internationalen Meisterschaften von Irak im Badminton. Sie fanden erstmals vom 18. bis zum 21. Oktober 2012 in Erbil statt und sind damit einer der jüngsten internationalen Titelkämpfe im Badminton überhaupt.

## Die Sieger
| Saison    | Herreneinzel      | Dameneinzel       | Herrendoppel             | Damendoppel                        | Mixed                   |
| --------- | ----------------- | ----------------- | ------------------------ | ---------------------------------- | ----------------------- |
| 2012      | Emre Lale         | Neslihan Kılıç    | Emre Arslan Hüseyin Oruç | Yosra Beigi Soraya Aghaei Hajiagha | Amar Awad Sanaa Mahmoud |
| 2013 2024 | nicht ausgetragen | nicht ausgetragen | nicht ausgetragen        | nicht ausgetragen                  | nicht ausgetragen       |